# Nickelback
Nickelback là một ban nhạc Alternative Rock được thành lập tại Hanna, Alberta gồm có Chad Kroeger, Mike Kroeger, Ryan Peake và tay trống Brandon Kroeger (Brandon sau đó được thay thế bởi Mitch Guindon, và tiếp tục được thay thế bởi Ryan Vikedal, gần đây nhất là Daniel Adair, tay trống hiện tại của Nickelback). Đây là một trong những ban nhạc hiện đại nổi tiếng nhất với dòng nhạc post-grunge, cùng với các ban nhạc như 3 Doors Down và Daughtry, trình diễn với một phong cách thân thiện hơn khác với kỷ nguyên nhạc grunge của những năm 1990. Tính đến 2009, đã có 30 triệu đĩa của họ bán ra trên toàn thế giới.
Hiện nay toàn bộ ban nhạc sống và làm việc ở Vancouver, British Columbia, Canada.

## Danh sách đĩa hát
- Curb (1996)
- The State (2000)
- Silver Side Up (2001)
- The Long Road (2003)
- All the Right Reasons (2005)
- Dark Horse (2008)
- Here and Now (2011)
- No Fixed Address (2014)
- Feed the Machine (2017)
- Get Rollin' (2022)

### Trang chính thức
- Trang web chính thức
- Nickelback trong Roadrunner Records Lưu trữ ngày 1 tháng 9 năm 2009 tại Wayback Machine
- Nickelback tại Myspace

### Phỏng vấn
- Nickelback on The Hour, June 11th, 2007

### Music video
- Nickelback Music Videos at GetSomeVideos.com Lưu trữ ngày 23 tháng 10 năm 2008 tại Wayback Machine